# 拔悉密
拔悉密，突厥铁勒部落，這名本來是指一種雜色馬。早期遊牧於杭愛山中部至南西伯利亞的唐努山，准噶尔盆地一帶。以狩獵，牧馬為生，也種地，住在樺樹木屋中。隋末唐初遷往阿爾泰山一帶。
他們曾經與烏孫、阿史那、乃蠻、基馬克和样磨等铁勒反抗柔然汗国。他們很早被突厥征服，阿史那氏是他們的世襲首領，被西突厥与突騎施统治，他們後來與葛邏祿、回紇一起擊敗後突厥。他們曾經在別失八里一帶建立拔悉蜜汗國，只存在三年，被懷仁可汗征服，其人也同化於回紇，成为回紇汗國二客部之一。他们是第一个使用亦都护头衔的部族。
哈薩克族中玉茲的阿爾根部是他們和葛邏祿部後裔。

## 关联条目
- 拔悉蜜汗国
- 贺兰部
- 客失的迷